# Harald Ignatiussen
Harald Valde Kornelius Ignatiussen (* 5. August 1925 in Amittivartik; † unbekannt) war ein grönländischer Landesrat.

## Leben
Harald Ignatiussen war der Sohn des Jägers Hans (1886–?) und seiner Frau Gundine (1891–?). Er war Jäger und vertrat im Herbst 1966 den zurückgetretenen Jørgen Borchersen in Grønlands Landsråd.